# Hieracium beschtaviciforme
Hieracium beschtaviciforme es una especie de planta con flor del género Hieracium, de la familia Asteraceae, orden Asterales.

## Distribución
Hieracium beschtaviciforme se distribuye por el Cáucaso septentrional.

## Taxonomía
Fue descrita científicamente por Üksip. Fue publicada en Bot. Mater. Gerb. Bot. Inst. Komarova Akad. Nauk S.S.S.R. 19: 486 (1959).